# 川口市立新郷小学校
川口市立新郷小学校（かわぐちしりつ しんごうしょうがっこう）は、埼玉県川口市東本郷にある公立小学校。

## 沿革
- 1873年5月5日 - 峯、榛松、蓮沼の3校が開校
- 1889年6月1日 - 新郷尋常小学校に改称
- 1902年7月1日 - 新郷尋常高等小学校に改称
- 1941年4月1日 - 新郷国民学校に改称
- 1944年1月5日 - 盛進学校に改称して本校として、蓮沼学校を分校とする
- 1946年9月9日 - 蓮沼学校を統合
- 1947年4月1日 - 新郷小学校に改称
- 1962年8月1日 - 校章制定
- 1963年12月2日 - 校歌制定
- 1971年3月31日 - 一部の生徒が川口市立新郷南小学校に移籍
- 1973年3月31日 - 一部の生徒が川口市立新郷東小学校に移籍
- 1980年3月31日 - 一部の生徒が川口市立東本郷小学校に移籍[1]

## 教育目標
- 「進んで学ぶ子」
- 「思いやりのある子」
- 「たくましい子」[2]

## 通学区域
- 赤井 - 一部
- 大竹 - 全域
- 蓮沼 - 一部
- 大字東本郷 - 一部
- 東貝塚 - 全域
- 東本郷2丁目 - 一部
- 前野宿 - 全域
- 峯 - 一部[3]